# International Travelall
International Travelall — модельна лінійка транспортних засобів, які вироблялися компанією International Harvester з 1953 по 1975 рік. Travelall — універсал, створений на основі шасі вантажівки, був попередником сучасних транспортних засобів для перевезення людей і повнорозмірних позашляховиків. Конкуруючи з Chevrolet Suburban протягом усього виробництва, лінійка моделей була першим автомобілем у сегменті, який мав чотири пасажирські двері.
Оскільки International не виробляв легкових автомобілів, універсал Travelall отримав шасі з лінійки пікапів International. Після представлення в 1961 році Scout (попередника позашляховиків, орієнтованих на бездоріжжя), Travelall продовжував стежити за розвитком лінійки пікапів, конкуруючи з трохи більшим Chevrolet Suburban і меншим Jeep Wagoneer.
Після 1975 модельного року International Harvester припинила виробництво Travelall і пікапів Light Line. Після припинення виробництва Scout у 1980 році компанія International зосередила своє виробництво дорожніх транспортних засобів виключно на комерційних вантажівках середньої та великої вантажопідйомності.

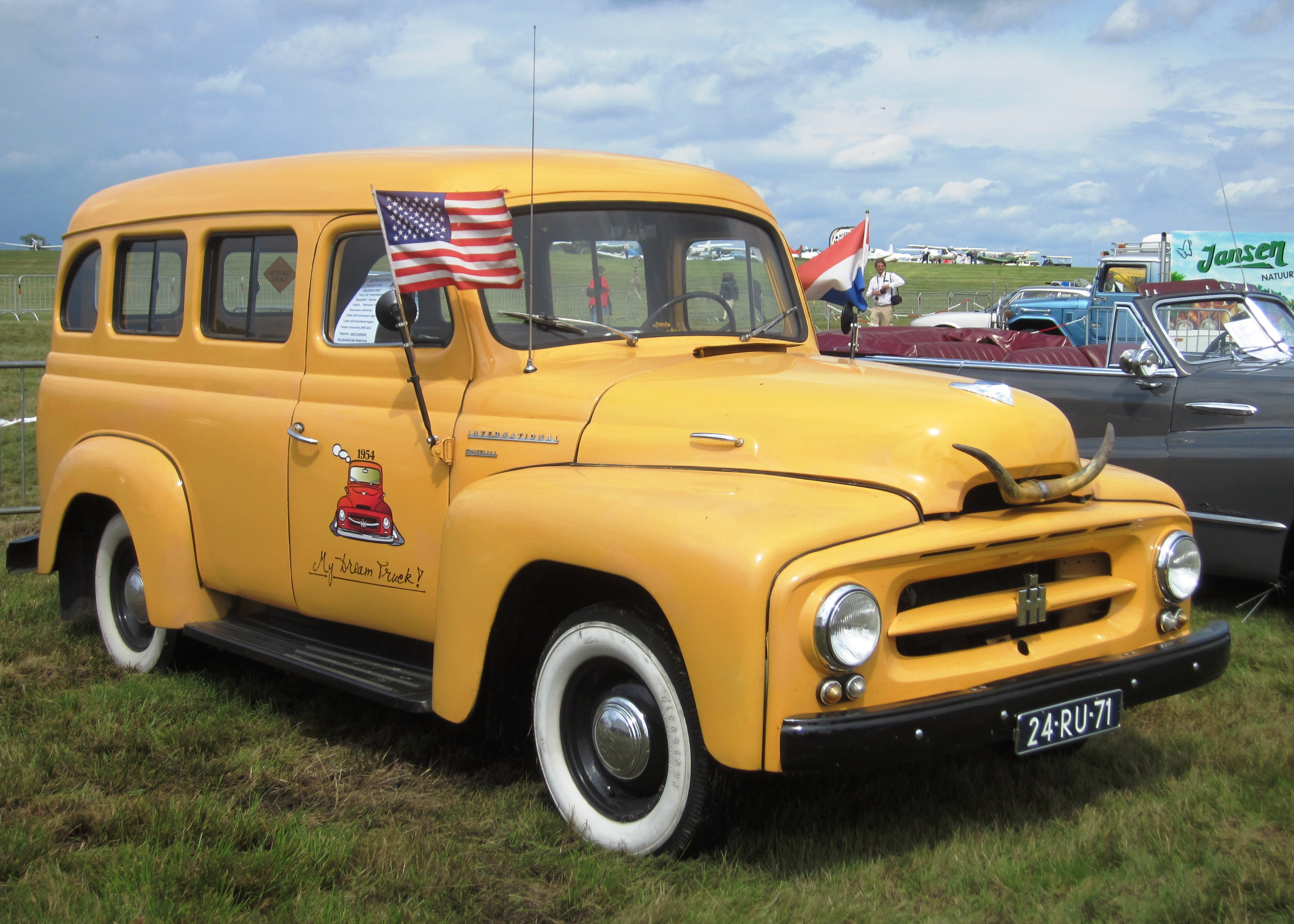
International R110 (1953-1957)
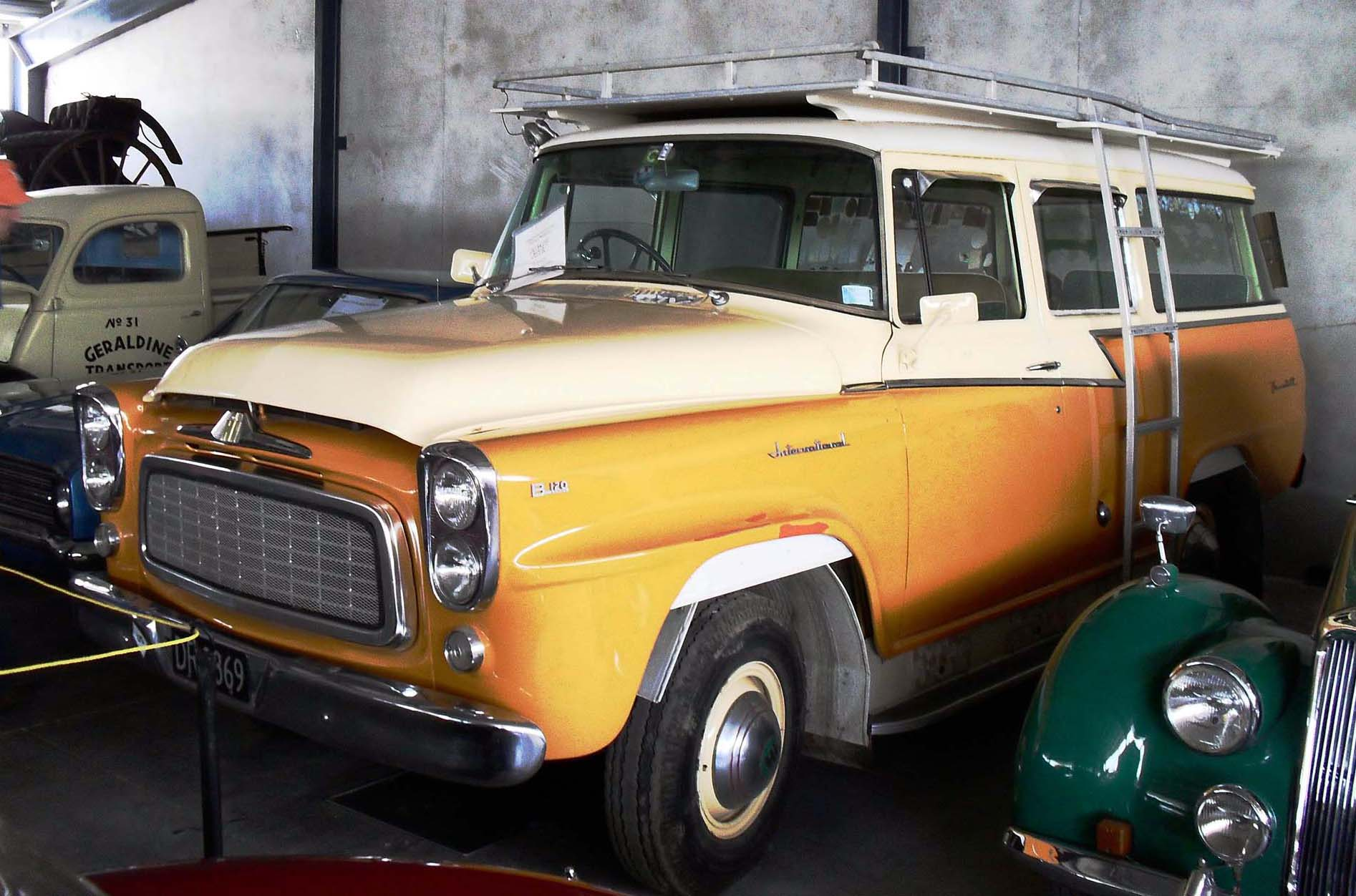
International B120 Travelall (1958-1960)
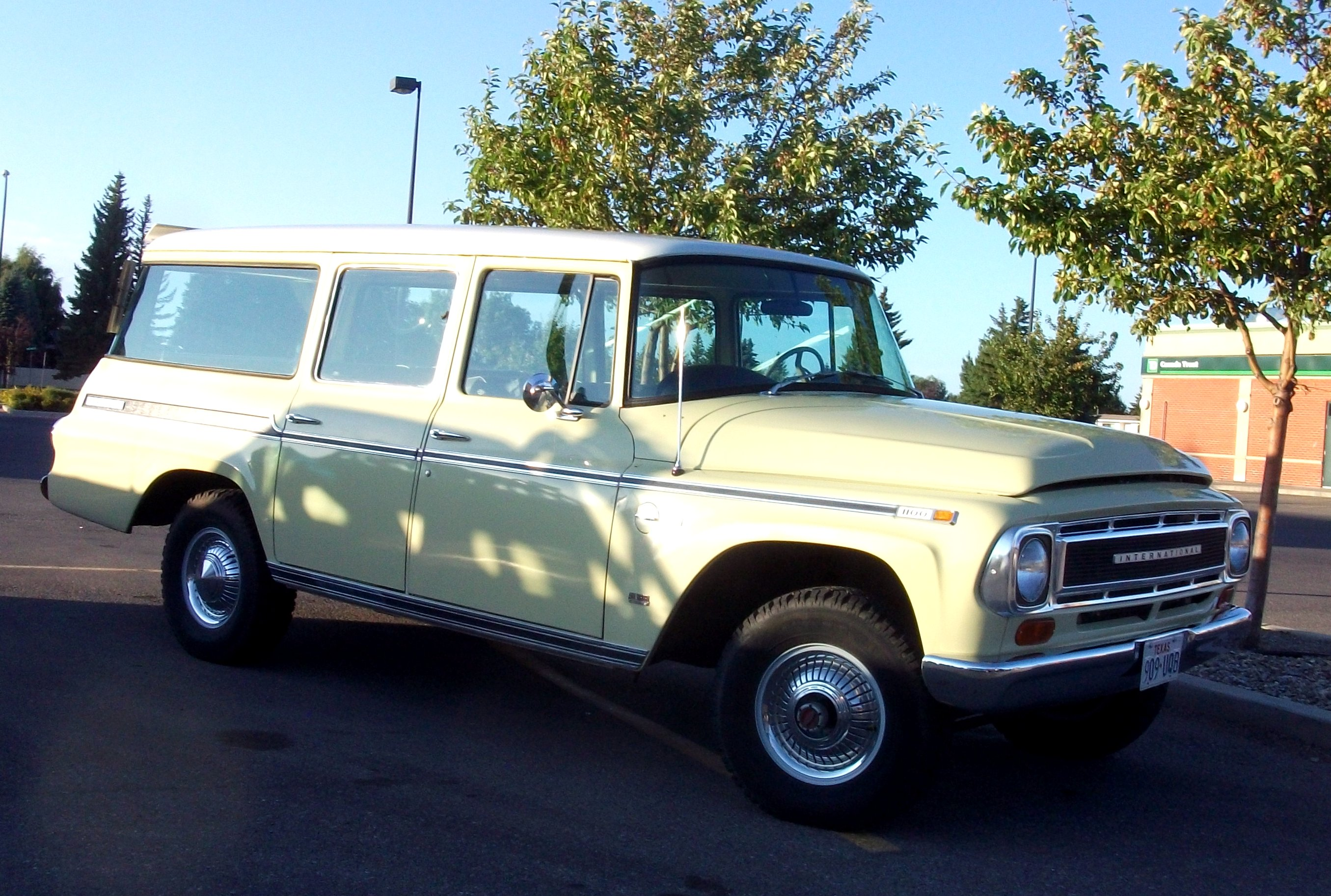
International Travelall 1100C (1961-1968)
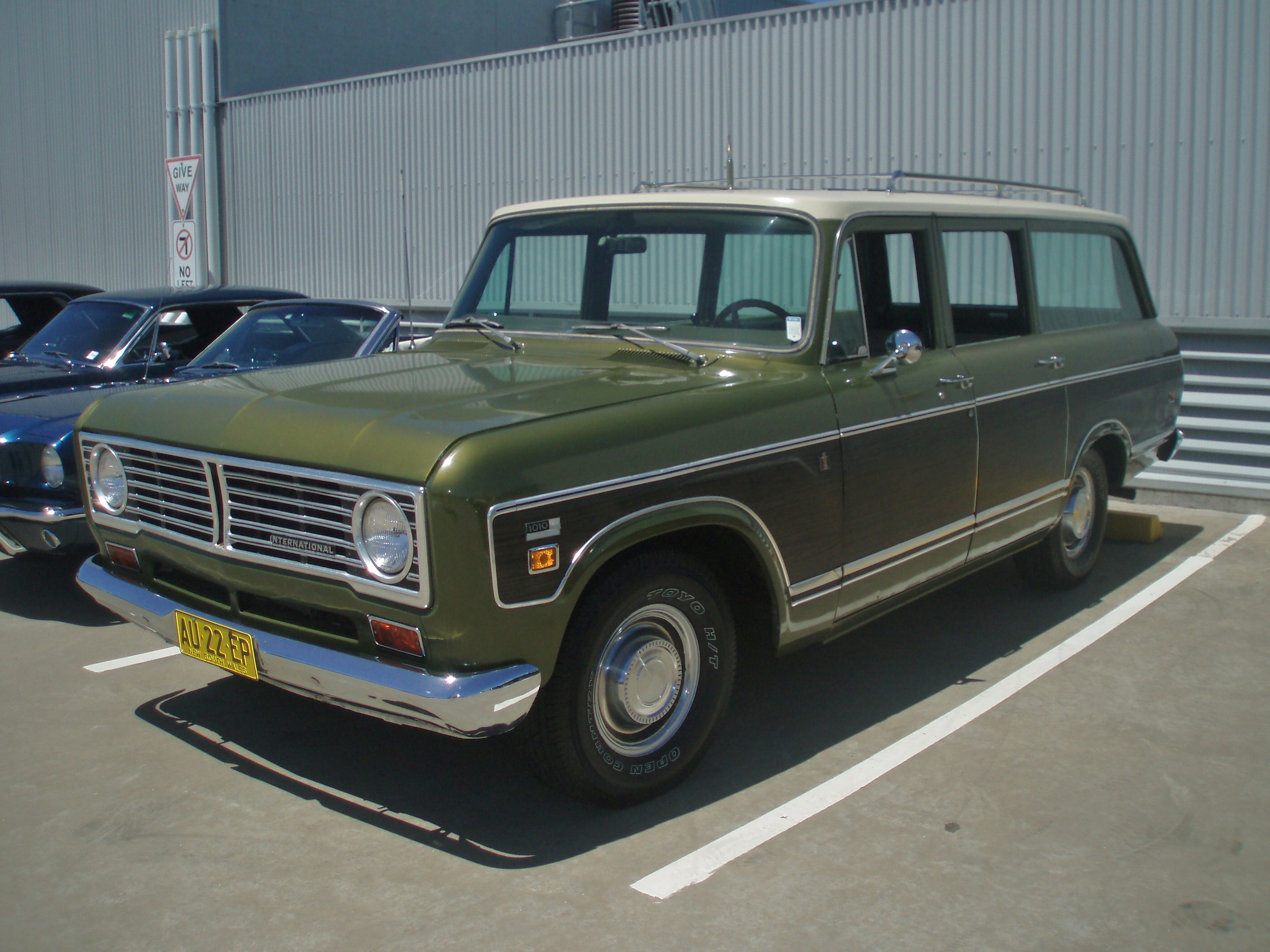
International Travelall 1010 (1969-1975)